# Produce 101 (prima edizione)
La prima edizione di Produce 101 è stata trasmessa su Mnet dal 22 gennaio al 1º aprile 2016. Le undici concorrenti vincitrici (Jeon Somi, Kim Se-jeong, Choi Yoo-jung, Kim Chung-ha, Kim So-hye, Zhou Jieqiong, Jung Chae-yeon, Kim Do-yeon, Kang Mi-na, Lim Na-young e Yu Yeun-jung) sono state scelte tra 101 candidate provenienti da quarantasei agenzie di spettacolo e hanno debuttato il 4 maggio 2016 con il nome di IOI (아이오아이?, Ideal of IdolLR) sotto la YMC Entertainment.

## Produzione
Con un bugdet di 4 miliardi di won, ai tempi è stato il secondo show più dispendioso prodotto da Mnet.
Le concorrenti iniziarono a vivere insieme il 5 dicembre 2015, presentandosi per la prima missione agli studi della CJ E&M di Ilsan il 27 dicembre.
Per preparare le ragazze, furono riuniti diversi artisti. L'attore e cantante Jang Keun-suk servì da mentore, mentre la cantante JeA delle Brown Eyed Girls, la coach vocale Kim Sung-eun, la solista Kahi, la coreografa Bae Yoon-jung e la rapper Cheetah si incaricarono di canto, ballo e rap in base alle rispettive aree di competenza. L'allenatrice Ray Yang si occupò della preparazione fisica delle concorrenti.
L'edizione fu svelata per la prima volta durante l'episodio 453 di M Countdown il 17 dicembre 2015. Il gruppo fu presentato da Jang Keun-suk, e 98 delle 101 partecipanti eseguirono la canzone dello show, "Pick Me".

## Episodi

### Episodio 1 (22 gennaio 2016)
In ordine di agenzia, le concorrenti vengono fatte entrare nello studio, dove 101 posti a sedere sono stati organizzati in una piramide. Ognuna sceglie una sedia, ed è Heo Chan-mi della Duble Kick Company ad accomodarsi sulla numero 1 in cima alla piramide. Dopodiché entrano Jang Keun-suk e le insegnanti. Divise per agenzia, le partecipanti si esibiscono in una performance preparata in anticipo, grazie alla quale ciascuna viene giudicata in base a capacità e talento e riceve un voto da A, il più alto, a F, il più basso, escludendo la lettera E. Divise per lettera, le concorrenti formano delle classi temporanee con cui svolgere gli allenamenti. Alla fine dell'episodio viene mostrata la classifica popolare, con Ennik Somi Douma (Jeon Somi) della JYP Entertainment al primo posto.

### Episodio 2 (29 gennaio 2016)
Jang Keun-suk annuncia alle concorrenti che si esibiranno alla trasmissione M! Countdown con la canzone "Pick Me", che devono imparare nei giorni successivi. La distribuzione delle parti e la partecipazione globale alla performance saranno stabilite dalla classe nella quale sono entrate, con le A che canteranno la maggior parte del brano e le F che faranno solo da ballerine sullo sfondo. Dopo tre giorni di pratica, le concorrenti vengono rivalutate visionando l'esecuzione di "Pick Me" e sono destinate alla classe definitiva. Ciascuna riceve dai mentori una scheda recante il nuovo voto, poi lo staff chiede alle ragazze di spostarsi nelle nuove aule. L'episodio termina con Jeon Somi che apre la porta di una stanza, essendo stata presumibilmente declassata dal gruppo A. Nella classifica popolare, Jeon Somi e Kim Se-jeong della Jellyfish Entertainment risultano ancora al primo e al secondo posto.

### Episodio 3 (5 febbraio 2016)
Le ragazze si spostano nei nuovi gruppi dopo essere state rivalutate. Iniziano a provare "Pick Me", con Choi Yoo-jung della Fantagio, spostata dalla D alla A, che viene scelta come centro tramite votazione delle altre partecipanti. Dopo la performance a M! Countdown, Jang Keun-suk annuncia il ritiro di Lim Hyo-sun, Yim Kyung-ha e Kim Ha-yun, e che alla prova successiva verranno eliminate 37 concorrenti risultanti agli ultimi posti della classifica popolare. La missione prevede un'esibizione a gruppi al cospetto di un pubblico, eseguendo il brano di debutto di un gruppo femminile. Le ragazze della classe A competono in una gara di corsa per l'assegnazione delle canzoni e ricevono il privilegio di scegliere 3-4 componenti per la propria squadra. Ogni brano viene eseguito dal vivo da due gruppi e ciascun membro viene valutato singolarmente dal pubblico presente; i voti di ognuna vengono poi sommati per determinare il punteggio totale del gruppo e la squadra vincitrice tra le due. Le componenti delle squadre vincenti riceveranno 1000 punti in più a testa. Il punteggio totale di ogni ragazza, valido per la compilazione della classifica definitiva, verrà determinato sommando in seguito i voti pervenuti tramite Internet.
In questo episodio vengono mostrate le prove e le esibizioni dei seguenti gruppi:
- I Don't Know delle Apink

Squadra 1: Zhou Jieqiong (leader, controcanto), Kwon Eun-bin (controcanto), Seo Hye-lin (controcanto), Hwang A-young (voce principale), Jung Hae-rim (centro, controcanto)
Squadra 2: Kang Mi-na (leader, centro, controcanto), Park Si-yeon (voce principale), Kim Tae-ha (controcanto), Kim Su-hyun (controcanto), Lee Su-hyeon (controcanto)
Vincitore: Squadra 2
- Push Push delle Sistar

Squadra 1: Jeon So-yeon (leader, centro, rapper), Kim Seol-a (controcanto), Kim So-hee (controcanto), An Ye-seul (voce principale), Lee Chae-lin (rapper)
Squadra 2: Kim Chung-ha (leader, centro, controcanto), Ahn Yu-mi (rapper), Ng Sze Kai (rapper), Nam Su-jin (controcanto), Kang Si-ra (voce principale)
Vincitore: Squadra 1
- Fire delle 2NE1

Squadra 1: Lee Soo-min (leader, centro, rapper), Heo Saem (controcanto), Kim Si-hyeon (controcanto), Kim Yeon-kyeong (voce principale), Niwa Shiori (controcanto)
Squadra 2: Park So-yeon (leader, centro, rapper), Kim Ju-na (voce principale), Kim Min-ji (controcanto), Park Ga-eul (controcanto), Kang Si-hyeon (controcanto)
Vincitore: Squadra 2
- Into the New World delle Girls' Generation

Squadra 1: Yu Yeun-jung (leader, voce principale), Cho Shi-yoon (controcanto), Yun Chae-kyoung (centro, controcanto), Gang Gyeong-won (controcanto), Park Hae-young (controcanto)
Squadra 2: Ki Hui-hyeon (leader, controcanto), Jeon So-mi (controcanto), Jung Eun-woo (controcanto), Jung Chae-yeon (centro, controcanto), Heo Chan-mi (voce principale)
L'episodio si conclude a metà dell'esibizione della seconda squadra di Into the New World, con Heo Chan-mi che sbaglia l'acuto. Viene poi mostrata la classifica popolare aggiornata a prima dell'inizio della sfida.

### Episodio 4 (12 febbraio 2016)
La seconda squadra di Into the New World termina l'esibizione e viene nominata vincitrice della sfida. Salgono poi sul palco uno dopo l'altro i gruppi restanti, così composti:
- Hot Issue delle 4Minute

Squadra 1: Lee Su-hyun (rapper), Hwang Soo-yeon (leader, voce principale), Han Hye-ri (controcanto), Yu Su-a (centro, controcanto), Kim Hong-eun (rapper)
Squadra 2: Choi Yoo-jung (controcanto), Lee Youn-seo (rapper), Kim Mi-so (centro, rapper), Kim Bo-seon (leader, voce principale), Chu Ye-jin (controcanto)
Vincitore: Squadra 1
- Bad Girl Good Girl delle miss A

Squadra 1: Oh Seo-jung, Kim Hyeong-eun (centro), Lim Jung-min, Choi Eun-bin (leader), Lee Se-heun
Squadra 2: Kang Ye-bin (leader, rapper), Kim Min-kyeong (centro, voce principale), Kim Ji-sung (rapper), Kim Woo-jung (controcanto), Kim Da-jeong (controcanto)
Vincitore: Squadra 2
- Break It delle Kara

Squadra 1: Kim Na-young (leader, centro, voce principale), Bang Joon-hee (controcanto), Yoon Seo-hyeung (controcanto), Yun Yu-dam (controcanto), Oh Han-areum (controcanto)
Squadra 2: Park Min-ji (leader, centro, voce principale), Hwang In-sun (controcanto), Han Ji-yeon (controcanto), Pyun Kang-yoon (controcanto), Kim Sol-ee (controcanto)
Vincitore: Squadra 2
- Irony delle Wonder Girls

Squadra 1: Kim Se-jeong (leader, voce principale), Park Ha-yi (centro, rapper), Choi Yu-bin (controcanto), Kim So-hye (controcanto), Ham Ye-ji (rapper)
Squadra 2: Lee Hae-in (leader, centro, voce principale), Lee Seo-jeong (rapper), Katherine C. Lee (rapper), Moon Hyun-ju (controcanto), Kang Si-hyeon (controcanto)
Vincitore: Squadra 1
- LA chA TA delle f(x)

Squadra 1: Kim Danielle (centro, controcanto), Hwang Se-young (voce principale), Lee Jin-hee (controcanto), Park Se-hee (leader, rapper), Kim Min-jung (controcanto)
Squadra 2: Kim Do-yeon (centro, controcanto), Kim Yun-ji (controcanto), Shim Chae-eun (rapper), Seong Hye-min (leader, controcanto). Ma Eun-jin (voce principale) lascia il programma per motivi di salute.
Vincitore: Squadra 2
- Ah! delle After School

Squadra 1: Lim Na-young (leader, centro), Kang Si-won, Kim Ja-yeon, Hwang Ri-yu
Squadra 2: Kim Seo-kyoung (leader), Shin Hye-hyeon, Ariyoshi Risa (controcanto), Kim Do-hee
Vincitore: Squadra 1
Durante le prove di La chA TA, Kim Danielle e Ma Eun-jin si ammalano e sono impossibilitate a partecipare agli allenamenti. Mentre Kim guarisce velocemente dalla febbre, Ma Eun-jin è obbligata a lasciare il programma. Dopo l'ultima esibizione, alle ragazze viene mostrata la classifica individuale basata solamente sui voti ricevuti dalla platea, sommati ai 1000 punti aggiuntivi per le concorrenti delle squadre vincitrici. Kim Se-jeong della Jellyfish Entertainment prende il primo posto.

### Episodio 5 (19 febbraio 2016)
In questo episodio, Shin Bo-ra, Youngji e Park Kyung dei Block B appaiono come commentatori speciali. Prima dell'inizio delle eliminazioni, vengono mostrati dei filmati inediti: il primo vede l'arrivo delle ragazze ai dormitori e la somministrazione del vaccino antinfluenzale. Settimane dopo, vengono pesate e sottoposte ad una serie di esercizi con l'allenatrice Ray Yang, dopodiché alcune vengono messe a dieta. Le concorrenti sono anche prese di mira da una candid camera. La prima è una prova di considerazione, per vedere chi aiuterà un membro dello staff a trasportare dei pesanti pacchi di bottiglie d'acqua. Nella seconda, una bottiglia di cola viene versata sul pavimento della sala d'aspetto per vedere chi si metterà a pulirla. Nella terza, un membro dello staff finge di rompere una telecamera da 30 milioni di won durante una finta intervista: alcune delle concorrenti si offrono di assumersi la responsabilità dell'accaduto per evitare il licenziamento dell'operatore. In seguito, le 97 partecipanti scelgono la più bella tra di loro: Zhou Jieqiong della Pledis Entertainment prende il primo posto, mentre Jung Chae-yeon, Kim Do-yeon, Kim Se-jeong, Kim Ji-sung, Seo Hye-lin, Park Si-yeon, Kwon Eun-bin, Ki Hui-hyeon, Lee Su-hyun e Jeon Somi quelli dal secondo all'undicesimo. Jang Keun-suk passa poi ad annunciare la classifica dalla posizione 60 alla 1, terminando con l'ultima concorrente a salvarsi, la numero 61.

### Episodio 6 (26 febbraio 2016)
Jang Keun-suk annuncia alle concorrenti la nuova sfida: dovranno esibirsi a gruppi in una canzone appartenente a una delle tre categorie previste, ovvero voce, ballo e rap. Ci sono sei brani per la categoria vocale da ri-arrangiare, quattro per quella di ballo da ri-coreografare e tre di cui rifare il rap. Ogni canzone ha un limite massimo di membri. Le concorrenti iniziano a scegliere quale vogliono fare, seguendo l'ordine stabilito dalla classifica. Jang Keun-suk annuncia anche che la concorrente vincente per ogni categoria riceverà 100.000 punti extra e che alla prova seguirà un'eliminazione che ridurrà il numero di aspiranti a 35.
In questo episodio si esibiscono i gruppi della categoria vocale, dalla quale Kim Se-jeong emerge come vincitrice.
- Monster dei Big Bang: Gang Gyeong-won, Kim Min-kyeong, Lee Soo-min, Lee Su-hyun, Lee Jin-hee, Heo Chan-mi
- Day By Day di Tashannie: Ariyoshi Risa, Chu Ye-jin, Kim Ju-na, Yu Yeun-jung, Yoon Seo-hyeung, Cho Shi-yoon
- Call Me Baby degli EXO: An Ye-seul, Kim So-hee, Jung Eun-woo
- Me Gustas Tu delle G-Friend: Kim Tae-ha, Park Si-yeon, Lee Hae-in, Jung Hae-rim, Han Hye-ri
- My Best di John Park e Huh Gak: Kang Si-ra, Kim Yeon-kyeong, Park Se-hee, Seong Hye-min, Hwang In-sun
- Yanghwa BRDG di Zion.T: Kim Se-jeong, Kim Na-young, Yun Chae-kyoung, Oh Seo-jung

### Episodio 7 (4 marzo 2016)
I gruppi in gara nelle categorie rap e ballo si esibiscono con le rispettive canzoni.
- Bang Bang di Jessie J, Ariana Grande e Nicki Minaj (ballo): Jeon Somi, Choi Yoo-jung, Kim Danielle, Kim Do-yeon, Kim Chung-ha, Kwon Eun-bin, Kim Seo-kyoung
- Growl degli EXO (ballo): Park So-yeon, Park Hae-young, Park Ga-eul, Kim Min-jung, Yu Su-a, Lim Jung-min, Park Ha-yi
- Full Moon di Sunmi (ballo): Zhou Jieqiong, Jung Chae-yeon, Kim So-hye
- Say My Name delle Destiny's Child (ballo): Kang Mi-ma, Lim Na-young, Kim Si-hyeon, Kang Si-won, Lee Youn-seo
- Rhythm Ta degli iKON (rap): Ki Hui-hyeon, Ng Sze Kai, Kang Si-hyeon
- You Look Happy di Verbal Jint (rap): Kim Min-ji, Kim Hyeong-eun, Hwang A-young
- Turtle Ship di Paloalto (rap): Jeon So-yeon, Kang Ye-bin, Hwang Soo-yeon, Shim Chae-eun

La squadra di Bang Bang riceve la prima richiesta di bis avvenuta nel programma, mentre Kang Mi-na della Jellyfish Entertainment e Kim Hyeong-eun della Kconic Entertainment emergono come vincitrici delle rispettive categorie.

### Episodio 8 (11 marzo 2016)
Le ragazze ricevono lezioni di inglese da Lee Si-won imitando Jessi durante il programma Unpretty Rapstar. Tramite un video, Jang Keun-suk annuncia poi la nuova prova che precederà il terzo giro di eliminazioni; siccome il secondo giro di eliminazioni non è ancora avvenuto, ciò significa che tutte e 61 le concorrenti dovranno iniziare ad esercitarsi, ma non tutte riusciranno ad esibirsi. Alle partecipanti vengono proposte cinque nuove canzoni di generi diversi, e la squadra vincitrice riceverà 150.000 voti in più. Ogni gruppo può essere composto al massimo da 14 membri, perciò la prima ragazza ad aver scelto la canzone ha il diritto di scegliere quali componenti eccedenti espellere. Dopo aver preparato le esibizioni, le concorrenti vengono convocate per la seconda eliminazione: vengono rivelate innanzitutto le posizioni dalla 34 alla 1, con Kim Se-jeong in vetta, poi l'ultima a salvarsi dall'eliminazione, la numero 35, che risulta essere Lee Su-hyun della SS Entertainment.

### Episodio 9 (18 marzo 2016)
In seguito alle eliminazioni, le squadre vengono riorganizzate in gruppi da sette. Dopo aver saputo che la platea sarà composta da tremila persone anziché mille, le ragazze riprendono le esercitazioni, riassegnando le parti, incontrando i produttori e registrando il brano in studio. Il giorno dell'esibizione, le squadre si presentano sul palco così formate:
- 24 Hours (EDM, di DJ Koo e Maximite): Hwang In-sun, Kim Na-young, Kang Ye-bin, Seong Hye-min, Kang Mi-na, Zhou Jieqiong, Lee Soo-min
- Fingertips (girl crush pop, di Ryan S. Jhun): Lim Na-young, Kim Se-jeong, An Ye-seul, Kim Chung-ha, Ki Hui-hyeon, Ng Sze Kai, Jung Eun-woo
- Don't Matter (hip hop, di San E): Kim Seo-kyoung, Lee Hae-in, Lee Su-hyun, Jeon So-yeon, Kim Hyeong-eun, Kim Ju-na, Kwon Eun-bin
- Yum-Yum (trap pop, di DR): Heo Chan-mi, Park So-yeon, Jeon So-mi, Kim Danielle, Choi Yoo-yung, Park Si-yeon, Jung Chae-yeon
- In The Same Place (girlish pop, di Jinyoung dei B1A4): Kim So-hye, Kim So-hee, Kang Si-ra, Yun Chae-kyoung, Yu Yeun-jung, Kim Do-yeon, Han Hye-ri

Le squadre di Yum-Yum e In the Same Place ricevono la richiesta di bis, ma per soli trenta voti vince In the Same Place.

### Episodio 10 (25 marzo 2016)
Prima delle eliminazioni vengono mostrati video precedenti delle concorrenti mentre frequentano le lezioni di trucco e retorica, seguono una sessione di terapia durante la quale condividono le loro emozioni, e pongono domande a staffetta le une alle altre. Devono anche scegliere le cinque partecipanti più popolari, con Zhou Jieqiong della Pledis Entertainment che prende il primo posto, mentre Kim Do-yeon, Jeon Somi, Kim Chung-ha e Lee Su-hyun i successivi. Alle eliminazioni, Jang Keun-suk rivela che solo in 22 passeranno all'ultima prova. Le ragazze si mostrano inoltre stupite per le grandi differenze nella classifica, dovute al nuovo sistema di voto e al bonus di 150.000 punti alla squadra vincitrice, con varie concorrenti della top 11 che scivolano in posizioni a rischio eliminazione. Kim Se-jeong e Jeon Somi si contendono il primo posto, con Somi che passa infine in testa. Vengono poi convocate le due concorrenti in lizza per il 22º posto, Ng Sze Kai e Lee Su-hyun, che scampa all'eliminazione. Jang Keun-suk annuncia quindi l'ultima prova: una valutazione sulla canzone di debutto, "Crush", prodotta da Ryan Jhun, che verrà eseguita in diretta il 1º aprile. Le parti della canzone disponibili per le concorrenti sono due voci principali, sedici controcanti e quattro rapper; Jeon Somi sarà il centro, essendo arrivata prima. Le ragazze scelgono le loro posizioni iniziando dal fondo della classifica, e le meglio classificate hanno il vantaggio di spostare in un'altra posizione chi ha già occupato quella che vogliono. Confermate le posizioni per ciascun gruppo, iniziano gli allenamenti con la memorizzazione della coreografia.

### Episodio 11 (1 aprile 2016)
Vengono trasmessi i nastri delle audizioni e le ultime interviste, poi lo spettatore viene informato che potrà votare tramite SMS inviando il codice di una sola delle concorrenti; il suo voto verrà poi sommato a quelli ricevuti online. Durante la serata, viene annunciata di tanto in tanto la concorrente classificata undicesima in quel momento per incentivare il voto. Le ultime 22 concorrenti, insieme a quelle eliminate, si esibiscono con "Pick Me", poi Jang Keun-suk svela che il nome del gruppo sarà IOI (아이오아이?, A-i-o-a-iLR) e debutterà con un concept di tipo "unico". Si passa poi alla trasmissione del "guerrilla concert" tenuto a Daegu dalla top 22, con la concorrente eliminata Hwang In-sun come presentatrice. Dopo il concerto, le prime 500 persone arrivate sul posto hanno la possibilità di battere il cinque con la loro concorrente preferita, e Kim Se-jeong ne riceve la maggior parte.
Si passa alla registrazione in studio di "When the Cherry Blossoms Fade" (prodotta da Jinyoung dei B1A4, già autore di "In the Same Place"), che viene poi eseguita sul palco in diretta. Le ragazze vengono mostrate mentre preparano il brano di debutto e salutano le allenatrici. Dopo aver eseguito "Crush", viene trasmessa un'altra registrazione di un servizio fotografico e delle concorrenti che leggono davanti alle altre la lettera che avevano scritto a se stesse 100 giorni prima. In studio, intanto, le concorrenti eliminate in platea ricevono la propria missiva. Le votazioni giungono al termine e inizia l'annuncio della classifica: Lim Na-young, Kang Mi-na, Kim Do-yeon, Jung Chae-yeon, Zhou Jieqiong, Kim So-hye, Kim Chung-ha e Choi Yoo-jung si classificano rispettivamente dalla decima posizione alla terza. Jeon Somi e Kim Se-jeong sono nuovamente in lizza per il primo posto, anche questa volta occupato da Somi, che rappresenterà così il centro delle IOI. Vengono infine rivelate le contendenti per l'undicesima posizione, Han Hye-ri della Star Empire Entertainment e Yu Yeon-jung della Starship Entertainment, ed è quest'ultima ad ottenere l'ultimo posto nel gruppo.

## Tabella delle classifiche
Per gli episodi dall'1 al 3 e dal 6 all'8, agli spettatori è stato permesso votare undici concorrenti alla volta, mentre per i restanti una sola.
Al termine degli episodi 4, 7 e 9 è stata mostrata soltanto la classifica parziale senza i voti ricevuti online; la classifica totale è stata pubblicata al termine dell'episodio successivo.
Legenda
- Concorrente nella top 11
- Concorrente eliminata
- Concorrente ritirata

| Concorrente                             | Agenzia                      | Episodi | Episodi | Episodi | Episodi | Episodi | Episodi | Episodi | Episodi |  |
| Concorrente                             | Agenzia                      | 1       | 2       | 3       | 4-5     | 6       | 7-8     | 9-10    | 11      |  |
| --------------------------------------- | ---------------------------- | ------- | ------- | ------- | ------- | ------- | ------- | ------- | ------- |  |
| Ennik Somi Douma (전소미?, Jeon SomiLR) | JYP Entertainment            | 1       | 1       | 1       | 2       | 4       | 4       | 1       | 1       |  |
| Kim Se-jeong (김세정?)                  | Jellyfish Entertainment      | 2       | 2       | 2       | 1       | 1       | 1       | 2       | 2       |  |
| Choi Yoo-jung (최유정?)                 | Fantagio                     | 11      | 13      | 8       | 3       | 2       | 2       | 3       | 3       |  |
| Kim Chung-ha (김청하?)                  | M&H                          | 37      | 39      | 23      | 14      | 13      | 13      | 5       | 4       |  |
| Kim So-hye (김소혜?)                    | Redline Entertainment        | 24      | 18      | 16      | 11      | 7       | 8       | 4       | 5       |  |
| Zhou Jieqiong (주결경?)                 | Pledis Entertainment         | 3       | 4       | 6       | 4       | 6       | 6       | 19      | 6       |  |
| Jung Chae-yeon (정채연?)                | MBK Entertainment            | 4       | 8       | 10      | 8       | 10      | 9       | 12      | 7       |  |
| Kim Do-yeon (김도연?)                   | Fantagio                     | 28      | 22      | 14      | 13      | 8       | 7       | 11      | 8       |  |
| Kang Mi-na (강미나?)                    | Jellyfish Entertainment      | 8       | 3       | 3       | 5       | 3       | 3       | 18      | 9       |  |
| Lim Na-young (임나영?)                  | Pledis Entertainment         | 32      | 31      | 33      | 24      | 11      | 11      | 9       | 10      |  |
| Yu Yeun-jung (유연정?)                  | Starship Entertainment       | 63      | 54      | 55      | 12      | 9       | 10      | 10      | 11      |  |
| Han Hye-ri (한혜리?)                    | Star Empire Entertainment    | 12      | 16      | 18      | 22      | 23      | 16      | 8       | 12      |  |
| Lee Su-hyun (이수현?)                   | SS Entertainment             | 14      | 23      | 25      | 32      | 33      | 35      | 22      | 13      |  |
| Kim Na-young (김나영?)                  | Jellyfish Entertainment      | 9       | 5       | 7       | 9       | 5       | 5       | 15      | 14      |  |
| Kim So-hee (김소희?)                    | The Music Works              | 13      | 17      | 24      | 23      | 30      | 22      | 6       | 15      |  |
| Yun Chae-kyoung (윤채경?)               | DSP Media                    | 15      | 14      | 15      | 21      | 20      | 15      | 7       | 16      |  |
| Lee Hae-in (이해인?)                    | SS Entertainment             | 19      | 27      | 34      | 40      | 19      | 14      | 14      | 17      |  |
| Park So-yeon (박소연?)                  | LOEN Entertainment           | 30      | 26      | 21      | 20      | 26      | 30      | 17      | 18      |  |
| Ki Hui-hyeon (기희현?)                  | MBK Entertainment            | 6       | 9       | 5       | 6       | 12      | 12      | 13      | 19      |  |
| Jeon So-yeon (전소연?)                  | Cube Entertainment           | 23      | 11      | 11      | 10      | 18      | 19      | 20      | 20      |  |
| Jung Eun-woo (정은우?)                  | Pledis Entertainment         | 5       | 12      | 13      | 18      | 16      | 17      | 21      | 21      |  |
| Kang Si-ra (강시라?)                    | Chungchun Music              | 42      | 60      | 62      | 59      | 61      | 29      | 16      | 22      |  |
| Ng Sze Kai (응 씨 카이?)                | Chorokbaem Juna              | 53      | 52      | 19      | 17      | 21      | 28      | 23      |         |  |
| Kim Danielle (김다니?, Kim DaniLR)      | MBK Entertainment            | 7       | 6       | 4       | 7       | 14      | 18      | 24      |         |  |
| Park Si-yeon (박시연?)                  | Pledis Entertainment         | 27      | 33      | 40      | 26      | 17      | 20      | 25      |         |  |
| Heo Chan-mi (허찬미?)                   | Duble Kick Company           | 16      | 7       | 9       | 15      | 28      | 33      | 26      |         |  |
| Hwang In-sun (황인선?)                  | Show Works                   | 50      | 28      | 28      | 36      | 31      | 31      | 27      |         |  |
| Seong Hye-min (성혜민?)                 | Indipendente                 | 39      | 51      | 53      | 55      | 25      | 24      | 28      |         |  |
| Kang Ye-bin (강예빈?)                   | Pledis Entertainment         | 20      | 20      | 26      | 28      | 27      | 32      | 29      |         |  |
| Kim Seo-kyoung (김서경?)                | Indipendente                 | 34      | 43      | 45      | 30      | 22      | 27      | 30      |         |  |
| Lee Soo-min (이수민?)                   | Fantagio                     | 89      | 87      | 77      | 45      | 46      | 34      | 31      |         |  |
| An Ye-seul (안예슬?)                    | Majesty                      | 38      | 41      | 30      | 25      | 34      | 26      | 32      |         |  |
| Kim Hyeong-eun (김형은?)                | Kconic Entertainment         | 35      | 49      | 41      | 37      | 32      | 23      | 33      |         |  |
| Kim Ju-na (김주나?)                     | Music K Entertainment        | 76      | 24      | 20      | 19      | 24      | 21      | 34      |         |  |
| Kwon Eun-bin (권은빈?)                  | Cube Entertainment           | 10      | 10      | 12      | 16      | 15      | 25      | 35      |         |  |
| Kang Si-won (강시원?)                   | Indipendente                 | 46      | 45      | 39      | 39      | 29      | 36      |         |         |  |
| Yoon Seo-hyeung (윤서형?)               | &August                      | 58      | 25      | 22      | 29      | 35      | 37      |         |         |  |
| Park Hae-young (박해영?)                | 2able Company                | 97      | 81      | 79      | 43      | 38      | 38      |         |         |  |
| Hwang Soo-yeon (황수연?)                | Happy Face Entertainment     | 69      | 63      | 56      | 56      | 36      | 39      |         |         |  |
| Kim Si-hyeon (김시현?)                  | Indipendente                 | 22      | 30      | 36      | 35      | 37      | 40      |         |         |  |
| Cho Shi-yoon (조시윤?)                  | DSP Media                    | 21      | 15      | 17      | 27      | 41      | 41      |         |         |  |
| Kim Min-kyeong (김민경?)                | Pledis Entertainment         | 26      | 29      | 32      | 42      | 40      | 42      |         |         |  |
| Park Se-hee (박세희?)                   | Kconic Entertainment         | 60      | 58      | 48      | 49      | 42      | 43      |         |         |  |
| Kim Min-ji (김민지?)                    | Kconic Entertainment         | 44      | 44      | 38      | 34      | 43      | 44      |         |         |  |
| Kim Min-jung (김민정?)                  | Indipendente                 | 29      | 34      | 43      | 51      | 39      | 45      |         |         |  |
| Chu Ye-jin (추예진?)                    | Fantagio                     | 36      | 37      | 42      | 50      | 47      | 46      |         |         |  |
| Jung Hae-rim (정해림?)                  | Fantagio                     | 47      | 57      | 54      | 44      | 44      | 47      |         |         |  |
| Gang Gyeong-won (강경원?)               | Pledis Entertainment         | 49      | 40      | 37      | 31      | 42      | 48      |         |         |  |
| Oh Seo-jung (오서정?)                   | M&H                          | 51      | 42      | 31      | 41      | 49      | 49      |         |         |  |
| Kim Tae-ha (김태하?)                    | Starship Entertainment       | 17      | 19      | 27      | 33      | 55      | 50      |         |         |  |
| Park Ha-yi (박하이?)                    | Cani Star Entertainment      | 43      | 50      | 50      | 54      | 45      | 51      |         |         |  |
| Park Ga-eul (박가을?)                   | Astory Entertainment         | 87      | 100     | 75      | 46      | 51      | 52      |         |         |  |
| Yu Su-a (유수아?)                       | MJ Entertainment             | 64      | 78      | 65      | 57      | 48      | 53      |         |         |  |
| Lee Jin-hee (이진희?)                   | Kconic Entertainment         | 83      | 65      | 46      | 47      | 54      | 54      |         |         |  |
| Ariyoshi Risa (아리요시 리사?)          | Tipping Entertainment        | 62      | 72      | 49      | 48      | 50      | 55      |         |         |  |
| Hwang A-young (황아영?)                 | Happy Face Entertainment     | 81      | 70      | 64      | 61      | 53      | 56      |         |         |  |
| Lim Jung-min (임정민?)                  | YAMA&HOTCHICKS Entertainment | 31      | 35      | 35      | 53      | 56      | 57      |         |         |  |
| Kim Yeon-kyeong (김연경?)               | Midas Entertainment          | 75      | 83      | 88      | 52      | 60      | 58      |         |         |  |
| Lee Youn-seo (이윤서?)                  | Cube Entertainment           | 18      | 21      | 29      | 38      | 58      | 59      |         |         |  |
| Shim Chae-eun (심채은?)                 | Starship Entertainment       | 40      | 46      | 51      | 58      | 57      | 60      |         |         |  |
| Kang Si-hyeon (강시현?)                 | Star Empire Entertainment    | 33      | 53      | 52      | 60      | 59      | 61      |         |         |  |
| Kim Da-jeong (김다정?)                  | Hello Music Entertainment    | 45      | 61      | 59      | 62      |         |         |         |         |  |
| Ahn Yu-mi (안유미?)                     | Blessing Entertainment       | 92      | 98      | 90      | 63      |         |         |         |         |  |
| Kim Shi-hyeon (김시현?)                 | Happy Face Entertainment     | 57      | 71      | 69      | 64      |         |         |         |         |  |
| Seo Hye-lin (서혜린?)                   | SS Entertainment             | 25      | 32      | 44      | 65      |         |         |         |         |  |
| Hwang Ri-yu (황리유?)                   | NHemg                        | 96      | 64      | 61      | 66      |         |         |         |         |  |
| Hwang Se-young (황세영?)                | LOUDers Entertainment        | 78      | 59      | 57      | 67      |         |         |         |         |  |
| Kim Ji-sung (김지성?)                   | Happy Face Entertainment     | 77      | 84      | 66      | 68      |         |         |         |         |  |
| Kim Su-hyun (김수현?)                   | Mystic Entertainment         | 41      | 47      | 47      | 69      |         |         |         |         |  |
| Choi Eun-bin (최은빈?)                  | Nextar Entertainment         | 90      | 77      | 72      | 70      |         |         |         |         |  |
| Park Min-ji (박민지?)                   | Magic Fresh Company          | 70      | 82      | 85      | 71      |         |         |         |         |  |
| Ham Ye-ji (함예지?)                     | Star Planet Co.              | 101     | 62      | 60      | 72      |         |         |         |         |  |
| Kim Mi-so (김미소?)                     | MJ Entertainment             | 52      | 74      | 63      | 73      |         |         |         |         |  |
| Kim Woo-jung (김우정?)                  | Happy Face Entertainment     | 67      | 90      | 82      | 74      |         |         |         |         |  |
| Heo Saem (허샘?)                        | MJ Entertainment             | 61      | 66      | 67      | 75      |         |         |         |         |  |
| Han Ji-yeon (한지연?)                   | Midas Entertainment          | 55      | 55      | 58      | 76      |         |         |         |         |  |
| Niwa Shiori (니와 시오리?)              | Majesty                      | 68      | 69      | 71      | 77      |         |         |         |         |  |
| Pyun Kang-yoon (편강윤?)                | M2 Entertainment             | 95      | 75      | 68      | 78      |         |         |         |         |  |
| Lee Su-hyeon (이수현?)                  | Happy Face Entertainment     | 71      | 89      | 94      | 79      |         |         |         |         |  |
| Kim Hong-eun (김홍은?)                  | Happy Face Entertainment     | 80      | 91      | 80      | 80      |         |         |         |         |  |
| Kim Do-hee (김도희?)                    | Blessing Entertainment       | 48      | 68      | 70      | 81      |         |         |         |         |  |
| Kim Seol-a (김설아?)                    | ECUBE Media                  | 91      | 80      | 86      | 82      |         |         |         |         |  |
| Oh Han-areum (오한아름?)                | Blessing Entertainment       | 66      | 85      | 92      | 83      |         |         |         |         |  |
| Kim Yun-ji (김윤지?)                    | Star Empire Entertainment    | 94      | 94      | 78      | 84      |         |         |         |         |  |
| Lee Seo-jeong (이서정?)                 | LOUDers Entertainment        | 100     | 96      | 95      | 85      |         |         |         |         |  |
| Kim Ja-yeon (김자연?)                   | Happy Face Entertainment     | 99      | 97      | 84      | 86      |         |         |         |         |  |
| Lee Chae-lin (이채린?)                  | Midas Entertainment          | 74      | 93      | 91      | 87      |         |         |         |         |  |
| Choi Yu-bin (최유빈?)                   | Midas Entertainment          | 56      | 67      | 74      | 88      |         |         |         |         |  |
| Katherine C. Lee (캐서린 리?)           | Midas Entertainment          | 72      | 73      | 73      | 89      |         |         |         |         |  |
| Shin Hye-hyeon (신혜현?)                | Midas Entertainment          | 85      | 86      | 93      | 90      |         |         |         |         |  |
| Nam Su-jin (남수진?)                    | Magic Fresh Company          | 82      | 76      | 81      | 91      |         |         |         |         |  |
| Kim Sol-ee (김솔이?)                    | Blessing Entertainment       | 98      | 95      | 96      | 92      |         |         |         |         |  |
| Lee Se-heun (이세흔?)                   | Next Level Entertainment     | 86      | 92      | 89      | 93      |         |         |         |         |  |
| Bang Joon-hee (방준희?)                 | Blessing Entertainment       | 73      | 88      | 97      | 94      |         |         |         |         |  |
| Kim Bo-seon (김보선?)                   | LOUDers Entertainment        | 84      | 79      | 83      | 95      |         |         |         |         |  |
| Yun Yu-dam (윤유담?)                    | FM Entertainment             | 79      | 99      | 76      | 96      |         |         |         |         |  |
| Moon Hyun-ju (문현주?)                  | Nextar Entertainment         | 59      | 101     | 87      | 97      |         |         |         |         |  |
| Ma Eun-jin (마은진?)                    | Clear Company                | 65      | 36      | –       |         |         |         |         |         |  |
| Lim Hyo-sun (임효선?)                   | CMG Chorok Stars             | 54      | 38      | –       |         |         |         |         |         |  |
| Yim Kyung-ha (임경하?)                  | Astory Entertainment         | 88      | 48      | –       |         |         |         |         |         |  |
| Kim Ha-yun (김하윤?)                    | 101 Doors                    | 93      | 56      | –       |         |         |         |         |         |  |

## Discografia
| Titolo                             | Anno | Posizione massima | Vendite         | Album               |
| Titolo                             | Anno | KOR               | Vendite         | Album               |
| ---------------------------------- | ---- | ----------------- | --------------- | ------------------- |
| "Pick Me"                          | 2015 | 9                 | - KOR: 767.005+ | Singolo             |
| "24 Hours" (Make Some Noise)       | 2016 | 44                | - KOR: 159.877+ | 35 Girls 5 Concepts |
| "Fingertips" (Pinkrush)            | 2016 | 21                | - KOR: 377.575+ | 35 Girls 5 Concepts |
| "Don't Matter" (Hualyeogangsan)    | 2016 | 30                | - KOR: 215.899+ | 35 Girls 5 Concepts |
| "Yum-Yum" (7 go up)                | 2016 | 14                | - KOR: 537.951+ | 35 Girls 5 Concepts |
| "In the Same Place" (Girls on Top) | 2016 | 8                 | - KOR: 654.911+ | 35 Girls 5 Concepts |

## Ascolti
| N° episodio | Data di trasmissione | Share medio         | Share medio                | Share medio         | Share medio |
| N° episodio | Data di trasmissione | AGB Nielsen         | AGB Nielsen                | TNmS                |             |
| N° episodio | Data di trasmissione | A livello nazionale | Area metropolitana di Seul | A livello nazionale |             |
| ----------- | -------------------- | ------------------- | -------------------------- | ------------------- | ----------- |
| 1           | 22 gennaio 2016      | 1,04%               | –                          | 0,50%               |             |
| 2           | 29 gennaio 2016      | 1,56%               | –                          | 1,10%               |             |
| 3           | 5 febbraio 2016      | 1,78%               | –                          | 1,50%               |             |
| 4           | 12 febbraio 2016     | 3,31%               | 2,75%                      | 3,00%               |             |
| 5           | 19 febbraio 2016     | 3,48%               | 3,36%                      | 3,60%               |             |
| 6           | 26 febbraio 2016     | 3,41%               | 3,12%                      | 3,60%               |             |
| 7           | 4 marzo 2016         | 3,78%               | 4,03%                      | 3,40%               |             |
| 8           | 11 marzo 2016        | 3,66%               | 4,78%                      | 3,00%               |             |
| 9           | 18 marzo 2016        | 2,98%               | 3,17%                      | 3,10%               |             |
| 10          | 25 marzo 2016        | 3,69%               | 4,77%                      | 4,10%               |             |
| 11          | 1 aprile 2016        | 4,38%               | 4,94%                      | 3,70%               |             |
| Media       | Media                | 3,01%               | –                          | 2,70%               |             |